# لويد إسغروف
لويد إسغروف (بالإنجليزية: Lloyd Isgrove) (12 يناير 1993 المملكة المتحدة - ) هو لاعب كرة قدم بريطاني، يلعب كلاعب وسط.

## مسيرته الكروية
لعب لويد إسغروف خلال مسيرته الاحترافية مع 6 أندية في أحد عشر موسمًا وسجل خلالها هدفين أثنين ضمن 91 مباراة. ولم يفز بأي موسم بالكأس أو بالدوري.
خاض لويد إسغروف مسيرته مع نادي ساوثهامبتون في موسم 2012–13 في المرة الأولى واستمر معه طيلة ثلاثة مواسم ثم في موسم 2016–17 لمدة موسم واحد، مشاركًا طوالها في مباراة ولم يسجل أي هدف. ثم انتقل إلى نادي بيتربورو يونايتد في موسم 2013–14 لمدة موسم واحد، حيث شارك في 8 مباريات سجل خلالها هدفًا واحدًا. لينتقل بعدها إلى نادي شيفيلد وينزداي في موسم 2014–15 لمدة موسم واحد، مشاركًا في 8 مباريات ولم يسجل أي هدف. ثم انتقل إلى نادي بارنسلي في موسم 2015–16 في المرة الأولى لمدة موسم واحد ثم في موسم 2017–18 ولمدة موسمين، مشاركًا طوالها في 45 مباراة سجل خلالها هدفًا واحدًا. هذا وانتقل لاحقًا إلى نادي بورتسموث في موسم 2018–19 لمدة موسم واحد، لم يشارك في أي مباراة ولم يسجل أي هدف. ثم انتقل بعدها إلى نادي سويندون تاون في موسم 2019–20 لمدة موسم واحد، مشاركًا في 29 مباراة ولم يسجل أي هدف أيضًا.

## روابط خارجية
- لويد إسغروف على موقع الاتحاد الأوربي (الإنجليزية)
- لويد إسغروف على موقع قاعدة بيانات كرة القدم.إي يو (الإنجليزية)
- لويد إسغروف على موقع ناشيونال فوتبول تيمز (الإنجليزية)
- لويد إسغروف على موقع Soccerbase.com (لاعب) (الإنجليزية)
- لويد إسغروف على موقع Soccerway.com (الإنجليزية)
- لويد إسغروف على موقع عالم كرة القدم.نت (الإنجليزية)
- لويد إسغروف على موقع AS.com (الإسبانية)